# Vancleave, Mississippi
Vancleave là một thành phố thuộc quận Jackson, tiểu bang Mississippi, Hoa Kỳ. Năm 2010, dân số của thành phố này là 5 886 người.

## Dân số
- Dân số năm 2000: 4 910 người.
- Dân số năm 2010: 5 886 người.